# Sertularella mirabilis
Sertularella mirabilis är en nässeldjursart som beskrevs av Jäderholm 1896. Sertularella mirabilis ingår i släktet Sertularella och familjen Sertulariidae. Inga underarter finns listade i Catalogue of Life.